# 쌍곡선 궤도

파란 선이 쌍곡선 궤도를 나타낸다.

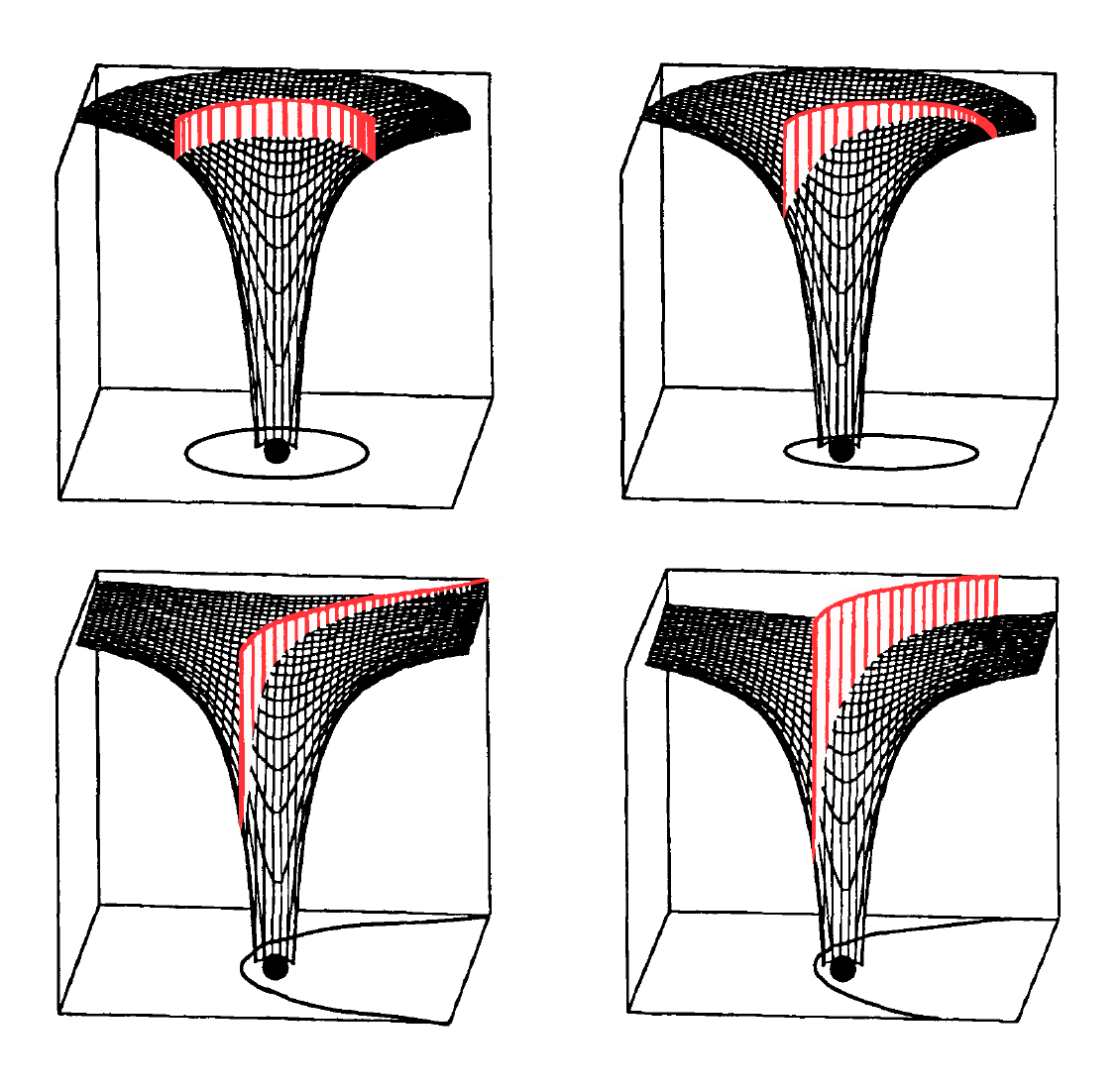
그림에서 "우물"의 깊이는 위치 에너지를 나타내고, 궤도의 운동 에너지는 빨간색으로 표시되어 있다. 쌍곡선 궤도는 그림의 오른쪽 아래에 표시되어 있다.

천체물리학 및 궤도역학에서 쌍곡선 궤도(영어: hyperbolic orbit) 또는 쌍곡선 궤적(영어: hyperbolic trajectory)은 어떠한 천체를 탈출하기 위해 필요한 탈출 속도보다 더 빠른 속도로 궤도 중심체를 탈출하는 물체의 궤도이다. 수학적으로는 궤도 이심률이 1보다 큰 궤도로 정의된다. 이름은 아이작 뉴턴의 만유인력의 법칙에서 유도된 것으로, 위와 같은 궤도의 모양은 쌍곡선이 된다는 것에서 유래하였다.
일반적으로, 중심체의 탈출 속도를 넘어 쌍곡선 궤도를 따르는 물체는 영원히 움직이리라 여겨지며, 쌍곡선 궤도는 포물선 궤도처럼 탈출 궤도이다. 쌍곡선 궤도의 고유 궤도 에너지의 값은 양수이다.
우주 탐사선의 스윙바이 또한 쌍곡선 궤도로 설명할 수 있다.

## 쌍곡선 궤도를 설명하는 변수
타원 궤도처럼, 쌍곡선 궤도는 (앞의 정의를 무시하고) 궤도의 장축단과 이심률로 정의될 수 있다. 하지만 쌍곡선 궤도에서는 다른 변수들이 물체의 운동을 서술하기 더 적합한 경우도 있다. 다음 표는 쌍곡선 궤도를 따르는 물체를 서술하는 주요 변수들을 공식과 함께 나타낸 것이다.
| 변수                    | 기호                               | 공식                                       | {\displaystyle v_{\infty }}(또는 {\displaystyle a})와 {\displaystyle b}를 사용 |
| ----------------------- | ---------------------------------- | ------------------------------------------ | ------------------------------------------------------------------------------ |
| 표준 중력 변수          | {\displaystyle \mu \,}             | {\displaystyle {\frac {v^{2}}{(2/r-1/a)}}} | {\displaystyle bv_{\infty }^{2}\cot \theta _{\infty }}                         |
| 이심률 (>1)             | {\displaystyle e}                  | {\displaystyle {\frac {\ell }{r_{p}}}-1}   | {\displaystyle {\sqrt {1+b^{2}/a^{2}}}}                                        |
| 긴반지름 (<0)           | {\displaystyle a\,\!}              | {\displaystyle 1/(2/r-v^{2}/\mu )}         | {\displaystyle -\mu /v_{\infty }^{2}}                                          |
| 쌍곡선 초과 속도        | {\displaystyle v_{\infty }}        | {\displaystyle {\sqrt {-\mu /a}}}          |                                                                                |
| 점근선 간의 (외부) 각도 | {\displaystyle 2\theta _{\infty }} | {\displaystyle 2\cos ^{-1}(-1/e)}          | {\displaystyle \pi +2\tan ^{-1}(b/a)}                                          |
| 충돌 변수 (장반경)      | {\displaystyle b}                  | {\displaystyle -a{\sqrt {e^{2}-1}}}        | {\displaystyle }                                                               |
| 반통경                  | {\displaystyle \ell }              | {\displaystyle a(e^{2}-1)}                 | {\displaystyle b^{2}/a=h^{2}/\mu }                                             |
| 근지점 거리             | {\displaystyle r_{p}}              | {\displaystyle a(e-1)}                     | {\displaystyle {\sqrt {a^{2}+b^{2}}}+a}                                        |
| 고유 궤도 에너지        | {\displaystyle \varepsilon }       | {\displaystyle -\mu /2a}                   | {\displaystyle v_{\infty }^{2}/2}                                              |
| 특정 각운동량           | {\displaystyle h}                  | {\displaystyle {\sqrt {\mu \ell }}}        | {\displaystyle bv_{\infty }}                                                   |

### 긴반지름, 에너지 및 쌍곡선 탈출 속도
궤도 긴반지름({\displaystyle a\,\!})은 쌍곡선 궤도에서 가시적으로 보이진 않지만, 궤도 근점으로부터 두 점근선이 만나는 곳까지의 거리로 정의될 수 있다. 일반적으로 이 값은 음수인데, 이는 다양한 타원 궤도 방정식에 대하여 일관성을 유지하기 위한 것이다.
궤도 긴반지름은 고유 궤도 에너지({\displaystyle \epsilon \,})나 궤도의 특성 에너지({\displaystyle C_{3}})와 직접적인 연관이 있고, 천체의 궤도 원점이 무한이 될 때를 쌍곡선 초과 속도({\displaystyle v_{\infty }\,\!})라고 한다.
{\displaystyle v_{\infty }^{2}=2\epsilon =C_{3}=-\mu /a}  or {\displaystyle a=-{\mu /{v_{\infty }^{2}}}}
여기서 {\displaystyle \mu }는 표준 중력 변수이다.
참고로, 쌍곡선 궤도에서의 총 에너지량은 양수이다(타원 궤도의 경우에는 음수이다).

### 이심률과 접근 및 탈출 때의 각도
쌍곡선 궤도에서 궤도 이심률 {\displaystyle e\,}는 1보다 크고, 이심률은 점근선간 각도에 직접적으로 연관되어 있다. 이심률이 1보다 약간 클 때는 궤도가 각진 "V" 모양이다. {\displaystyle e={\sqrt {2}}}일 때는 점근선간 각도가 직각이고, {\displaystyle e>2}일 때는 점근선 사이의 각도는 120°가 넘어가며, 궤도 근점의 거리가 궤도 긴반지름보다 커진다. 이심률이 커질수록 궤도는 직선에 가까워진다.
궤도 중심체의 점근선과 근점 방향 사이의 각도는 거리가 무한대가 될 때의 진근점 이각({\displaystyle \theta _{\infty }\,})으로, 따라서 {\displaystyle 2\theta _{\infty }\,}는 접근 방향과 탈출 방향 간의 외부 각도이고, 따라서 식은 다음과 같다.

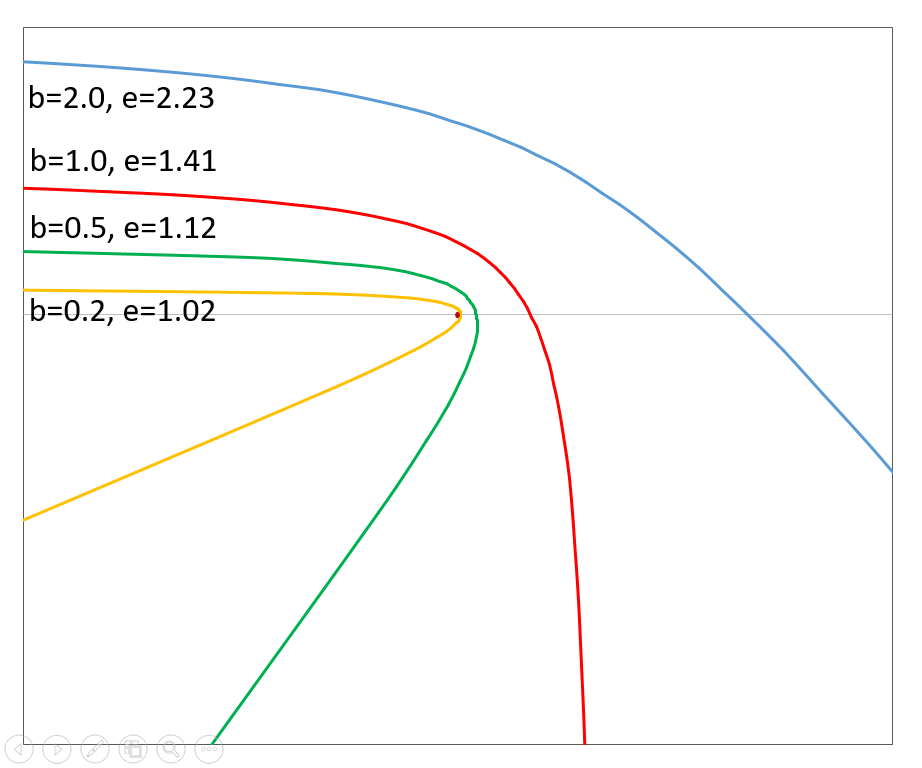
각각 쌍곡선 초과 속도와 궤도 긴반지름이 같고 같은 방향에서 오지만, 충돌 변수와 궤도 이심률이 다른 물체들의 궤도를 나타낸 그림.

{\displaystyle \theta {_{\infty }}=\cos ^{-1}(-1/e)\,} 또는 {\displaystyle e=-1/\cos \theta {_{\infty }}\,}

## 운동에 관한 방정식

### 위치
쌍곡선 궤도에서는 진근점 이각({\displaystyle \theta })이 궤도 방정식을 통해 두 물체 사이의 거리({\displaystyle r\,})와 관련지어진다.
{\displaystyle r={\frac {\ell }{1+e\cdot \cos \theta }}}
진근점 이각 θ와 편심 이각 E 사이의 관계는 다음과 같다.
{\displaystyle \cosh {E}={{\cos {\theta }-e} \over {1-e\cdot \cos {\theta }}}}    또는     {\displaystyle \tan {\frac {\theta }{2}}={\sqrt {\frac {1+e}{1-e}}}\cdot \tanh {\frac {E}{2}}}
편심 이각 E는 케플러 방정식에 따라 평균 근점 이각 M과 다음과 같은 관계가 있다.
{\displaystyle M=e\sinh E-E}
또한 평균 근점 이각은 시간과 비례한다.
{\displaystyle M={\sqrt {\frac {\mu }{-a^{3}}}}.(t-\tau )}
여기서 μ는 표준 중력 변수이고, a는 궤도 긴반지름이다.

### 비행 경로각
비행 경로각 φ는 속도의 방향과 반경 방향에 수직한 방향 사이의 각도로, 근점에서는 0이 되고 90도는 무한대를 가리킨다.
{\displaystyle \tan(\phi )={\frac {e\cdot \sin \theta }{1+e\cdot \cos \theta }}}

### 속도
쌍곡선 궤도에서의 궤도 속도 {\displaystyle v\,}는 활력방정식을 통해서 계산될 수 있다.
{\displaystyle v={\sqrt {\mu \left({2 \over {r}}-{1 \over {a}}\right)}}}
- {\displaystyle \mu \,}는 표준 중력 변수이다.
- {\displaystyle r\,}은 중심체에서 궤도를 도는 물체가 떨어진 거리이다.
- {\displaystyle a\,\!}는 긴반지름으로, 음수이다.

일반적인 추정에 따라, 궤도의 어느 지점에서나 궤도 속도({\displaystyle v\,}), 탈출 속도({\displaystyle {v_{esc}}\,}), 쌍곡선 초과 속도({\displaystyle v_{\infty }\,\!}) 사이의 관계는 성립한다.
{\displaystyle v^{2}={v_{esc}}^{2}+{v_{\infty }}^{2}}

## 상대론에서의 이체 문제
일반 상대성이론의 이체 문제에서는, 탈출에 충분한 에너지를 가져 탈출하는 물체들의 궤도는 더 이상 쌍곡선 모양이 아니다. 하지만, 탈출하는 물체들의 궤적은 여전히 "쌍곡선 궤도"라고 불린다.

## 같이 보기
- 쌍곡선
- 궤도
- 케플러 궤도